# 神奈川県道309号茅ヶ崎停車場線

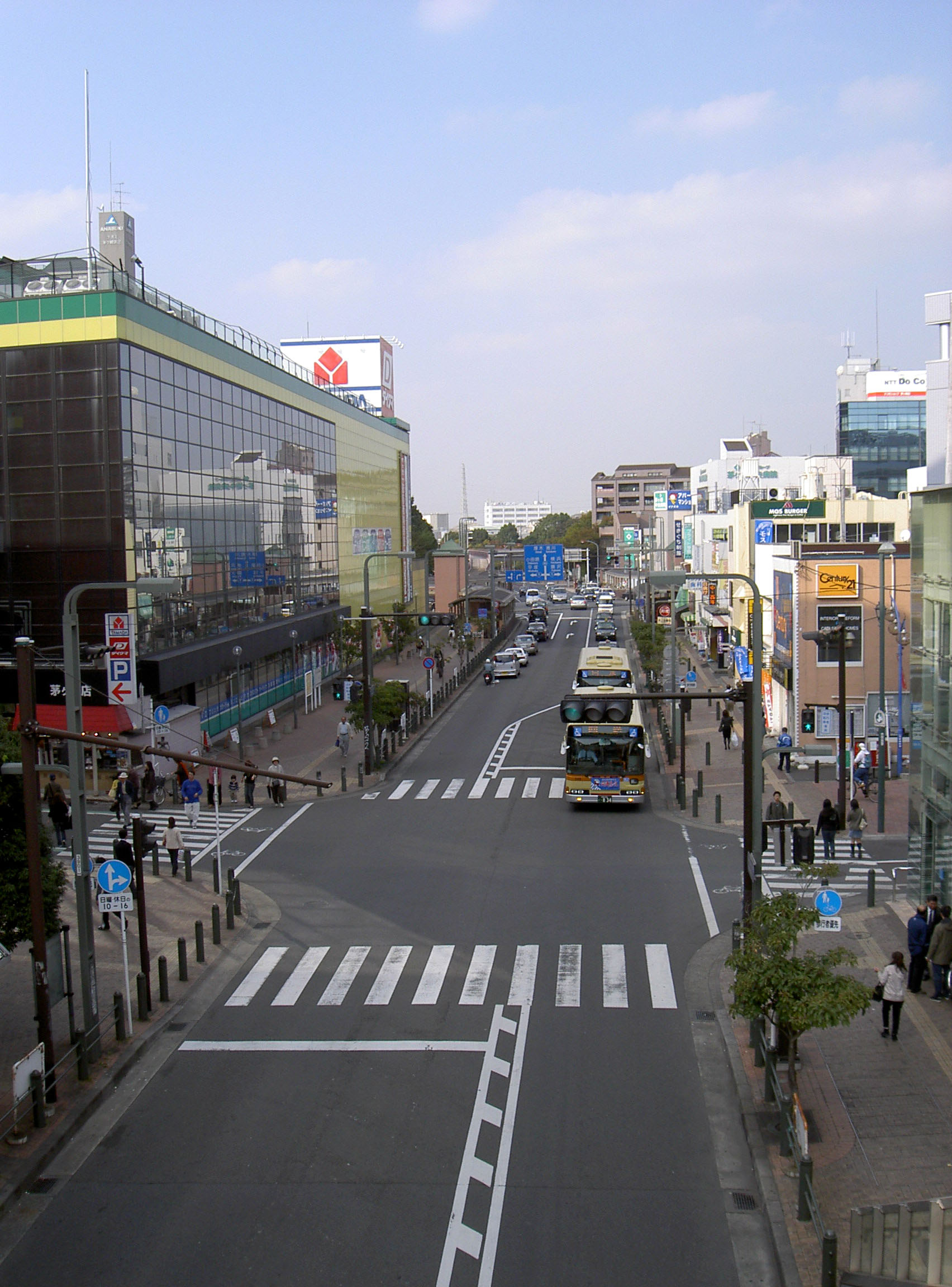
神奈川県道309号線
（茅ケ崎駅北側のペデストリアンデッキより撮影）

神奈川県道309号茅ヶ崎停車場線（かながわけんどう309ごう ちがさきていしゃじょうせん）は、神奈川県茅ヶ崎市を起点・終点とする一般県道。茅ケ崎駅前と国道1号を連絡する。

## 概要
- 総延長：0.2km
- 起点：茅ヶ崎市元町 茅ケ崎駅北口
- 終点：茅ヶ崎市茅ヶ崎・元町・新栄町 茅ヶ崎駅前交差点（国道1号・神奈川県道45号丸子中山茅ヶ崎線）
- Google マップ

## 通過する自治体
- 神奈川県
  - 茅ヶ崎市

## 接続する道路
- 国道1号（終点）
- 神奈川県道45号丸子中山茅ヶ崎線（終点）

## 沿線の主な施設
- 茅ケ崎駅
- ラスカ茅ヶ崎
- イトーヨーカドー茅ヶ崎店
- ヤマダ電機LABI LIFE SELECT茅ヶ崎